# Sony Ericsson W995
Il terminale W995 è uno slide phone creato dalla casa nippo-svedese Sony Ericsson e appartenente alla serie di telefoni musicali Walkman. Nel 2009 ha vinto il premio EISA Award 2009/2010 (European Imaging & Sound Association) come "Miglior telefono musicale europeo", e rappresenta quindi il modello di spicco di Sony Ericsson nella categoria Walkman. Le sue caratteristiche multimediali avanzate lo portano ad essere il diretto avversario di Nokia N86 8MP.

## Aspetto e materiali
W995 è ben assemblato, grazie anche alla rigidezza e alla qualità dell'alluminio satinato che riveste gran parte della scocca anteriore e posteriore. La tastiera, anche se con tasti leggermente ravvicinati, è ben realizzata, dal look lucido (è evidente la somiglianza con Nokia N86 8MP) e con un'ottima retroilluminazione a led di colore bianco. I tasti sullo slide sono i tipici degli ultimi smartphone. Lo slide è rifinito quasi interamente da alluminio spazzolato, a testimonianza di un buon assemblaggio; sempre sullo slide, o meglio nella parte superiore del W995, troviamo la fotocamera frontale per le videochiamate e il sensore per la luminosità ambientale. Sul retro del terminale troviamo il coperchio del vano batteria anch'esso in alluminio spazzolato, un appoggio apribile cromato per consentire la visione di filmati o film a telefono orizzontale (come su Nokia N96 e Nokia N86 8MP), e la fotocamera con flash led. Superiormente troviamo l'altoparlante principale, mentre inferiormente quello secondario per l'effetto stereo; entrambi sono arricchiti da una cornice cromata.
Il W995 è venduto nelle colorazioni Progressive Black, Cosmic Silver ed Energetic Red.

## Specifiche e funzionalità
W995 è un Walkman Phone e, come da tradizione Sony Ericsson, offre ottime capacità audio e musicali: oltre al lettore multimediale Walkman (versione 4, cioè l'ultima distribuita dalla casa), da notare sono gli altoparlanti stereo capaci di offrire un buon volume sonoro, e discorso a parte una qualità audio in cuffia di tutto rispetto, grazie anche alla tecnologia proprietaria Clear Bass. Inoltre, la presenza di applicazioni come TrackID e Music DJ arricchiscono la dotazione musicale del W995. Un altro pezzo forte del terminale è la fotocamera, con 8,1 megapixel, autofocus, flash led e delle funzionalità tipiche della serie Cyber-Shot di Sony Ericsson, come il rilevamento dei sorrisi. Il display da 2,6 pollici, ben illuminato e definito, consente di vedere filmati e interi film senza alcun tipo di problema. W995 è dotato anche di accelerometro, utilizzato per l'orientamento nella visualizzazione di fotografie, nel lettore musicale Walkman, e nei giochi preinstallati, come Bowling e NitroStreet Racing. La connettività è anch'essa ai massimi livelli: aGPS (antenna GPS assistita, per un rapido aggancio del segnale), Wi-Fi, Bluetooth ad alta velocità (con AD2P, ovvero la capacità di connettersi con altri apparecchi che supportano tale connessione, come televisori e impianti audio di ultima generazione). L'antenna GPS è poi affiancata da ottimi software per la navigazione (e non in versione demo), come Wayfinder Navigator e Google Maps. Inoltre il terminale è dotato di software come PlayNow, SenseMe e MediaGo.